# 松原誠
松原 誠（まつばら まこと、1944年1月13日 - ）は、埼玉県入間郡飯能町（現：飯能市）出身の元プロ野球選手（内野手、外野手、捕手）・コーチ、解説者。

## 経歴

### プロ入り前
6人兄弟の末っ子に生まれ、飯能高校では捕手として活躍。体は大きいが非力で鈍足、特技は強肩と変化球が打てることであった。3年次の1961年に夏の甲子園県予選で準決勝に進出するが、熊谷商工に敗退。

### 現役時代
1962年に大洋ホエールズへ捕手として入団。1年目は4月15日の中日戦（川崎）で9回裏に島野雅亘の代打で初出場し、5月8日の中日戦（中日）に8番打者・捕手として初先発出場を果たすと、7回表に板東英二から初安打を放つ。周囲からプロでは通用しないと言われ、初安打を打った時は嬉しくて母に手紙を書き、母は死ぬまでその手紙を持っていた。同年は5試合で先発マスクを被る。
1963年から内野手を兼ねる。
1964年は4月12日の国鉄戦（東京）で2回表に金田正一から適時二塁打を打って初打点、5月6日の阪神戦（甲子園）で3回表に村山実から左中間へソロ本塁打を打って初本塁打を記録。岩本尭コーチのマンツーマン指導で主力打者に育つ。
1965年には中堅手に回った近藤和彦の後継として一塁手の定位置を獲得し、75試合に先発出場。
1966年には初の規定打席に達し、リーグ9位の打率.294と活躍。同年から1972年までオールスター7年連続出場を果たす。
1967年にはディック・スチュアートが入団したため、シーズン前半は外野手に回り、6月からは三塁手を兼ねて桑田武と併用される。
1968年には桑田が監督の別当薫との軋轢もあってレギュラーから外され、結果として三塁手に定着。
1969年は開幕から4番打者として起用される。
1970年には9月2日の広島戦（川崎）で7回表に白石静生からソロ本塁打で100本塁打を達成し、シーズンでも30本塁打を放ち、同年から8年連続20本塁打以上を記録。長打力のあるスラッガーとして、低迷していたチームの4番として活躍する。
1971年に一塁手へ再転向し、シーズン初めには左手首を骨折したが、激痛に1年間耐えた。8月29日の巨人戦（後楽園）に5番・三塁手で先発し、史上153人目の1000試合出場を達成。1972年にロッテから移籍してきた江藤慎一を参考に打撃を改良し、8月31日の巨人戦（後楽園）で1回表に堀内恒夫から右越先制3ラン本塁打を打って史上34人目の150本塁打を達成。
1973年4月22日の巨人戦（川崎）で8回裏に小川邦和からソロ本塁打を打って史上82人目の1000安打。
1974年にはオールスターに2年ぶりの出場を決め、1976年まで3年連続出場を果たす。1974年は10月14日のヤクルト戦（川崎）では5回裏に会田照夫からソロ本塁打を打って史上20人目の200本塁打を達成し、リーグ3位の打率.317と初めて3割を超える。打撃タイトルには縁がなかったが、長きにわたりチームリーダーとして選手を率いる。同年からは初の最多安打を記録し、1975年のオールスターゲーム第2戦では、7回に村田兆治から代打逆転2ラン本塁打を放ちMVPに輝いた。同年8月21日のヤクルト戦（宮城）に3番・一塁手で先発し、史上49人目の1500試合出場を達成。1976年は6月1日から2日の2日間にかけて阪神戦（川崎）で4打数連続本塁打を打ったが、阪神の吉田義男監督が「誰か打たれねえのはいねえのか」と叫んだ。この時に松原はティー打撃で涙が出るほどボールを縫い目までぎゅっと見た成果か、ボールが止まって見え、ガーンと振ると本塁打になった。7月11日の広島戦（広島市民）には8回表に佐伯和司から左前安打を打って史上31人目の1500本安打、8月17日の中日戦（ナゴヤ）で4回表に堂上照から左越ソロ本塁打を打って史上12人目の250本塁打を達成。
1977年には自己最高の34本塁打。
1978年には本拠が狭い川崎球場から横浜スタジアムに移ったため、本塁打が少なくなると思って打率狙いに切り替えた。6月8日の広島戦（横浜）で1回裏に高橋里志から左翼へ先制適時二塁打を打って史上12人目の1000打点、7月6日のヤクルト戦（横浜）では2回裏に鈴木康二朗からソロ本塁打を打って史上11人目の300本塁打を達成。アウトコースが得意で後ろの軸足の踵を上げないのがコツであり、自己最高で2度目の3割超えとなるリーグ3位の打率.329を記録し、当時のセ・リーグ記録である45二塁打を達成。2年ぶりにオールスター出場も決めるが、この年が最後となった。
1979年8月12日の巨人戦（後楽園）で5回裏に基満男に代わって一塁に入り、史上14人目の2000試合出場を達成。
1980年、オープン戦の途中から4番の座を高木嘉一に譲り。開幕も5番スタートも極度の不振が続き、11試合で7安打しか打てず、打率.167。4月23日の阪神戦（横浜）で1回裏に長谷川勉から左越3ラン本塁打を打ち、史上12人目の通算2000安打を達成。2000安打達成後、打率を3割近くまで上げたが、5月には6番に下がり、6月に入るとスタメンを外れることが多くなった。フェリックス・ミヤーンが一塁に入り、たまに先発するのもライトだったりした。8月になると完全に代打要員。自分の中で引退を決めながら、反骨心は残っていた。ふざけるなと思いで打席に入り、8月14日のヤクルト戦（横浜）から出るたびヒットを重ねた。27日の中日戦（ナゴヤ球場）で三沢淳から右前適時打を放ち、プロ野球タイ記録となる代打6打席連続安打。31日の広島戦（広島）では四球で新記録はお預けになり、9月に入ったらスタメンが続き、しかも4番だった。次に代打の出番があったのは1か月以上空いた10月12日の広島戦（横浜）だった。8日の広島戦（広島）ダブルヘッダー第1試合で左足甲に自打球を当てて3試合欠場。ようやくスパイクが履けるようになっての出番だった。3点を追う7回、1点を返してなお1死一、二塁。江夏豊から左翼席へ逆転3ランを放った。プロ野球新記録となる代打7打席連続安打、2003年に初芝清に並ばれたが、今でも日本記録として残っている。最終的には打率・262、11本塁打、53打点。山下大輔に気持ちを伝えたところ、医療機関やホテルへ寝具などを手掛ける静岡リネンサプライ（現：ヤマシタ）を経営する山下の父から「ウチに来い」と破格の条件で誘われた。横浜に支社を出す予定だったらしい。大洋時代の通算2081安打、通算330本塁打、通算1172打点はいずれも球団記録である。2000安打達成時点での優勝経験無しは土井正博に次いで史上2人目であった。この年は代打で四球を挟み7打数連続安打で8打席連続出塁を記録。若い頃は2ストライクになるとドキドキで心がマイナスになったが、経験を重ねるにつれて気にならなくなった。
日本プロ野球選手会を社団法人化させ、選手会長として選手の先陣に立ち球団と幾度と無く議論を重ねてきた。その活動が球団に忌避されたこともあり、同年で引退する予定であったが、NHKアナウンサー羽佐間正雄から解説者の誘いも受け、その気になっていたところへ、読売ジャイアンツに誘われた。投手コーチとして松原と同僚だった時期がある藤田元司新監督に「巨人の一塁手はこれまで2人で賄った。その後できるのは松原しかいない」と川上哲治と王貞治の後継者にと口説かれ、1981年に古賀正明との交換トレードで巨人へ移籍。この際に「巨人に移籍しても嬉しくない。大洋で優勝するのが目標だった」と会見で涙したが、同年に巨人で自身初で唯一のリーグ優勝、日本シリーズ優勝を経験。大洋では1年目の1962年と3年目の1964年に阪神との優勝争いを経験したが、チームは共に2位に終わっている。日本ハムとの日本シリーズでは第1戦の9回表に代打で登場し、抑えの切り札である江夏豊より生涯最後の本塁打を放った。同年限りで現役を引退。

### 引退後
引退後は関根潤三新監督に請われて、古巣・大洋に一軍打撃コーチ（1982年 - 1984年）として復帰。関根について松原は「関根さんは正直な人で、コーチミーティングで堂々「私は長嶋さんが来るまでのつなぎ」と宣言。冗談じゃないと思ったね。生え抜きの人間としては、来るか来ないか分からない人のつなぎ役と一緒になんてやりたくなかった。」。高木豊・屋鋪要を育て、長崎啓二には「決定的な欠陥が一つある。それを直したら絶対に3割打てる。」と指摘（左打者の長崎は、踏み出した右足が着地する時、かかとがべたっと着いていた。これだとグリップも前に出てしまう。かかとを浮かせて親指の付け根で踏み込めば、グリップが残り、変化球にも対応できる）。長崎は1982年のキャンプから欠陥矯正に取り組み、田尾安志との競り合いを制して、打率・351で首位打者に輝いた。しかし1984年に球団よりチームの打撃不振を理由に解任される。将来の監督候補と目されていたが、在任中は「チームの目的が勝利か育成かはっきりせず」と悩んだ。
コーチとしての引き出しを増やしたくて、前巨人監督の藤田にお願いして1985年に巨人二軍打撃コーチに就任。町田行彦との二人体制で担当する選手を分けていた。松原は「私が担当した中から川相昌弘や栄村忠広らが1軍に上がっていたが、佐藤洋のセンスを生かせなかったのは今でも反省している。」と述べている。
1987年には一軍に行って打撃コーチとして復活した山内一弘を補佐をしながら、山内の目が届かない隙間を埋めた。試合中はベンチに入らず、正力亨オーナーの専属解説者も務めた。この年は、打率・333で首位打者に輝いた篠塚利夫をはじめ吉村禎章、中畑清、原辰徳、ウォーレン・クロマティの5人が3割をマーク、リーグダントツのチーム打率・281を記録し、王貞治監督4年目にして初の優勝に飾った。
1988年は6月中旬にクロマティが死球による左手親指骨折で離脱、この穴は当初、呂明賜が17試合10本塁打の大爆発で埋めたが、7月上旬に吉村が左膝じん帯断裂の大ケガを負った。呂も弱点のインコースを徹底的に攻められようになって急ブレーキ。張本勲に「呂明賜をつぶしたのはお前だ」と言われたが、松原は「つぶすも何も話し合って決めたことも全然やってくれない。手の施しようがなかった。」と述べている。チーム打率は・268まで落とし、中日の独走優勝を許して2位。王が退任し、藤田が監督に復帰。1989年から岡崎郁と駒田徳広を本格的に担当するようになり、松原は「岡崎は一番の修正ポイントは前（右）の脇にあった。キャンプ終盤、練習のビデオを見ていて気づいた。打ちにいくときにここが空くからバットが寝て、ボールに力が伝わらない。そこさえ気を付けて打球に勢いがつけば、もともと勝負強いバッター。中畑清の故障で空いた三塁に定着した。駒田はスイングアーク（バットのヘッドが描く軌道）が大きすぎた。これでは打率が上がらない。スイングをコンパクトにして打率・303をマーク。一塁のポジションを完全につかんだ。1983年にプロ初打席満塁本塁打でこの年11本塁打。「小さくしたらホームランが減るんじゃないですか」と聞いてきたから「そんなことはない」と言って、通算504本塁打放った「鉄人」衣笠祥雄の言葉を伝えた。「ホームランって打とうと思っても打てないけど、思わないともっと打てない」駒田は翌年から22本、19本ときて92年にはキャリアハイの27本塁打をマークすることになる。」、同年は岡崎と駒田がレギュラーに定着、セ・リーグを制し、日本シリーズは近鉄を破って日本一になり、翌1990年はリーグ連覇を果たした。同年5月24日の中日戦（ナゴヤ）で3回、顔面近くを通った槙原寛己の投球に怒ったバンスローがマウンドに向かおうとして両軍入り乱れての乱闘騒ぎになる。二線級の投手が投げているときに、原が打席に入ると大声で中日監督の星野仙一が「ぶつけろ!」と指示する、松原は思わず「何言ってんだ、セン公!!いいかげんにしろ、この野郎!!」とやじった、すると星野は「何や!!」と血相を変え、三塁側の巨人ベンチへ向かってきた。松原は吉村に止められて冷静になった。子供たちが見ている前で応戦するのはまずい。そう思って自重したが、間に入った水野雄仁が星野に殴られ、松原は「申し訳ないことをした」と述べている。星野は藤田に「監督に向かってセン公とは許せない」と抗議を受け藤田から「やじるのはやめてくれ」と言われたが、星野がぶつけろというのを辞めない限りやめるつもりはなかったと述べている。1991年に巨人のコーチを辞めた。巨人コーチ時代に指導した選手の調子を落としてしまったことから「壊し屋」と呼ばれたが、実際は周囲が言うほど指導力は悪くなかったと言われている。松原の指導で打撃が開花した駒田は、楽天の打撃コーチに就任する際に「理想の打撃コーチ像は松原誠さん」とコメントしているが、選手個々にあまりにも高い理想を求めてしまったことが選手の混乱を招いたとされる。1988年に「アジアの大砲」と呼ばれ華々しくデビューしながらその後伸び悩んだ呂明賜が松原の指導を批判していたが、呂自身が同年の後半からすでに伸び悩んでいた。1980年代の巨人は投手陣のレベルが非常に高く、一般に「投高打低」のチームと見られていたことも打撃コーチとしての評価を下げる一因となった。
巨人退団後は文化放送・テレビ神奈川野球解説者（1992年 - 2000年）を務める傍ら、東京都目黒区にある作業服販売会社の社長も務めた。その間韓国プロ野球の起亜タイガース、ハンファ・イーグルスの臨時コーチを務めた。そんな縁もあって2000年秋には韓国各球団の有望株を集めたキャンプにインストラクターとして招かれ、朝鮮半島最南端の南海へ向かった。打者は松原が見て、投手は北別府学が見ていた。ある日、広島監督復帰が決まった山本浩二から北別府に電話がかかってきた。後で聞いたら「コーチ要請でした。受けました。」と言う。「よかったねぇ。おめでとう」と言って乾杯した数日後、松原に電話があった。「北別府に代わるね」と言って携帯を渡そうとしたら「いや、松原さんに用事があるんです。育ち盛りの右バッターがいるんですけど、面倒見てもらえませんか?」。松田耕平オーナーも松原のコーチ就任を望んでいたという。大洋の同僚の山下大輔が松田オーナーの慶応大学の後輩ということもありオーナーの自宅にお邪魔したことがあった。名球会の活動で親交を深めた山本監督の招聘で、広島東洋カープ一軍チーフ兼打撃コーチ（ヘッド格, 2001年 - 2003年）を務めた。1990年代以降の広島では数少ない他球団出身者であり、在任中は新井貴浩を育てた。新井だけじゃなく朝山東洋、東出輝裕、森笠繁。若手はキャンプ中、一日も休みを与えなかった。開幕後広島市民球場では試合後、お客さんがいなくなるのを待ってグラウンドでバットを振らせた。市民球場に隣接するリーガロイヤルホテル広島を定宿にしての単身赴任。「新井を見ているとハラハラドキドキでね。だんだん力をつけてきているのは分かるんだけど、具体的にどこがどうなってよくなってるのか分からない。こんな選手初めてだった。丈夫で素敵な選手はここまで伸びる。ある意味、コーチとして自信をつけさせてもらった」と述べている。
2004年には山下大輔監督の下で20年ぶりに古巣に復帰し、横浜一軍ヘッド兼打撃コーチを任せた。前年は45勝94敗1分けとひどく負け越し、5位広島に22・5ゲーム差の最下位に沈んでいた。近藤昭仁（1993年 - 1995年）以来の生え抜き監督をもり立てたかった。チーム打率は前年リーグ6位の・258から1位の・276まで押し上げたが、投手陣が持ちこたえられなかった。59勝76敗3分けで今度は5位と0ゲーム差ながら連続最下位。2年契約が終わった山下監督は退任した。監督と兄弟のように親しかった打撃コーチの田代富雄は義理堅い男で、一緒に辞めると言うから「バカなことを言うな。おまえが責任を取る必要はない。ここで頑張れ。はいつくばって頑張れ」と引き留め、松原が辞めた。
2011年9月10日の「ホームランナイター」を最後に文化放送のナイター中継に出演していない。tvkプロ野球中継 横浜DeNAベイスターズ熱烈LIVEでは年に一度の相模原球場での試合の解説が恒例になっている。解説業の傍ら、2009年と2010年には韓国プロ野球・起亜タイガース臨時インストラクターを務め、日本での春季キャンプや、シーズン中は韓国に招かれて打者達を指導した。
2022年8月に『スポーツニッポン』の連載企画「我が道」を担当した。78歳になった「我が道」連載時点では知人が持っている少年野球チームに呼ばれてたまに教える程度で、前年までやっていた野球解説の仕事も同年はまだ一度もない。

## 選手としての特徴・人物
投手以外の全てのポジションを経験している。また、一塁で内野手の送球を受ける際に行った“タコ足”と呼ばれた捕球スタイルは王貞治を意識して行っていたものである。
197勝した投手である長谷川良平の決め球を詰まりながらだったのにヒットにしたことで引導を渡し引退のきっかけを作った一人でもある(無論、松原は悪くないが)。

## 詳細情報

### 年度別打撃成績
| 年 度      | 球 団      | 試 合 | 打 席 | 打 数 | 得 点 | 安 打 | 二 塁 打 | 三 塁 打 | 本 塁 打 | 塁 打 | 打 点 | 盗 塁 | 盗 塁 死 | 犠 打 | 犠 飛 | 四 球 | 敬 遠 | 死 球 | 三 振 | 併 殺 打 | 打 率 | 出 塁 率 | 長 打 率 | O P S |
| ---------- | ---------- | ----- | ----- | ----- | ----- | ----- | -------- | -------- | -------- | ----- | ----- | ----- | -------- | ----- | ----- | ----- | ----- | ----- | ----- | -------- | ----- | -------- | -------- | ----- |
| 1962       | 大洋       | 34    | 35    | 31    | 4     | 6     | 1        | 0        | 0        | 7     | 0     | 0     | 0        | 0     | 0     | 4     | 0     | 0     | 12    | 1        | .194  | .286     | .226     | .512  |
| 1963       | 大洋       | 11    | 17    | 17    | 1     | 3     | 0        | 0        | 0        | 3     | 0     | 0     | 0        | 0     | 0     | 0     | 0     | 0     | 2     | 2        | .176  | .176     | .176     | .353  |
| 1964       | 大洋       | 78    | 114   | 102   | 12    | 27    | 6        | 2        | 1        | 40    | 7     | 1     | 1        | 2     | 0     | 10    | 0     | 0     | 14    | 7        | .265  | .330     | .392     | .723  |
| 1965       | 大洋       | 125   | 338   | 310   | 38    | 75    | 19       | 2        | 6        | 116   | 29    | 3     | 3        | 3     | 1     | 22    | 0     | 2     | 35    | 11       | .242  | .296     | .374     | .670  |
| 1966       | 大洋       | 129   | 516   | 477   | 49    | 140   | 32       | 2        | 10       | 206   | 56    | 3     | 3        | 3     | 7     | 27    | 4     | 2     | 54    | 6        | .294  | .329     | .432     | .761  |
| 1967       | 大洋       | 126   | 451   | 409   | 41    | 101   | 28       | 0        | 14       | 171   | 58    | 5     | 6        | 2     | 1     | 36    | 0     | 3     | 65    | 15       | .247  | .312     | .418     | .730  |
| 1968       | 大洋       | 133   | 565   | 515   | 81    | 143   | 24       | 2        | 28       | 255   | 86    | 14    | 7        | 0     | 2     | 42    | 0     | 6     | 65    | 18       | .278  | .338     | .495     | .833  |
| 1969       | 大洋       | 130   | 546   | 493   | 53    | 125   | 23       | 1        | 18       | 204   | 67    | 2     | 6        | 0     | 4     | 48    | 2     | 1     | 46    | 11       | .254  | .319     | .414     | .732  |
| 1970       | 大洋       | 128   | 515   | 455   | 73    | 128   | 14       | 0        | 30       | 232   | 85    | 4     | 6        | 1     | 3     | 50    | 2     | 6     | 71    | 14       | .281  | .358     | .510     | .868  |
| 1971       | 大洋       | 129   | 520   | 465   | 58    | 114   | 19       | 1        | 23       | 204   | 65    | 5     | 4        | 0     | 3     | 49    | 5     | 3     | 41    | 12       | .245  | .319     | .439     | .758  |
| 1972       | 大洋       | 130   | 546   | 495   | 69    | 134   | 27       | 0        | 25       | 236   | 74    | 3     | 2        | 0     | 5     | 42    | 0     | 4     | 41    | 16       | .271  | .330     | .477     | .806  |
| 1973       | 大洋       | 130   | 538   | 507   | 55    | 141   | 24       | 0        | 24       | 237   | 78    | 3     | 0        | 0     | 8     | 19    | 1     | 4     | 54    | 20       | .278  | .305     | .467     | .772  |
| 1974       | 大洋       | 128   | 535   | 496   | 74    | 157   | 26       | 2        | 21       | 250   | 83    | 9     | 4        | 1     | 8     | 28    | 1     | 2     | 24    | 13       | .317  | .350     | .504     | .854  |
| 1975       | 大洋       | 126   | 526   | 486   | 68    | 136   | 23       | 0        | 23       | 228   | 83    | 9     | 2        | 0     | 3     | 36    | 0     | 1     | 40    | 14       | .280  | .329     | .469     | .798  |
| 1976       | 大洋       | 126   | 522   | 478   | 67    | 138   | 25       | 2        | 33       | 266   | 85    | 6     | 5        | 0     | 8     | 36    | 3     | 0     | 41    | 10       | .289  | .333     | .556     | .890  |
| 1977       | 大洋       | 129   | 568   | 516   | 87    | 146   | 26       | 1        | 34       | 276   | 110   | 5     | 5        | 1     | 3     | 45    | 4     | 3     | 45    | 10       | .283  | .342     | .535     | .877  |
| 1978       | 大洋       | 129   | 551   | 499   | 70    | 164   | 45       | 0        | 16       | 257   | 91    | 4     | 2        | 0     | 9     | 39    | 5     | 4     | 36    | 14       | .329  | .376     | .515     | .891  |
| 1979       | 大洋       | 122   | 470   | 428   | 55    | 114   | 22       | 0        | 13       | 175   | 62    | 4     | 2        | 0     | 3     | 35    | 6     | 4     | 26    | 9        | .266  | .326     | .409     | .734  |
| 1980       | 大洋       | 111   | 357   | 340   | 33    | 89    | 21       | 0        | 11       | 143   | 53    | 2     | 1        | 0     | 1     | 15    | 2     | 1     | 24    | 9        | .262  | .294     | .421     | .715  |
| 1981       | 巨人       | 36    | 67    | 60    | 3     | 14    | 0        | 0        | 1        | 17    | 8     | 0     | 0        | 0     | 1     | 4     | 0     | 2     | 3     | 5        | .233  | .299     | .283     | .582  |
| 通算：20年 | 通算：20年 | 2190  | 8297  | 7579  | 991   | 2095  | 405      | 15       | 331      | 3523  | 1180  | 82    | 59       | 13    | 70    | 587   | 35    | 48    | 739   | 217      | .276  | .330     | .465     | .794  |

- 各年度の太字はリーグ最高

### タイトル
- 最多安打：2回（1974年、1978年）※当時連盟表彰なし

### 表彰
- オールスターゲームMVP：1回（1975年 第2戦）

### 記録
初記録
- 初出場：1962年4月15日、対中日ドラゴンズ3回戦（川崎球場）、9回裏に島野雅亘の代打で出場
- 初先発出場：1962年5月8日、対中日ドラゴンズ4回戦（中日スタヂアム）、8番・捕手で先発出場
- 初安打：同上、7回表に板東英二から
- 初打点：1964年4月12日、対国鉄スワローズ6回戦（東京スタジアム）、2回表に金田正一から適時二塁打
- 初本塁打：1964年5月6日、対阪神タイガース7回戦（阪神甲子園球場）、3回表に村山実から左中間へソロ

節目の記録
- 100本塁打：1970年9月2日、対広島東洋カープ18回戦（川崎球場）、7回表に白石静生からソロ
- 1000試合出場：1971年8月29日、対読売ジャイアンツ23回戦（後楽園球場）、5番・三塁手で先発出場 ※史上153人目
- 150本塁打：1972年8月31日、対読売ジャイアンツ22回戦（後楽園球場）、1回表に堀内恒夫から右越先制3ラン ※史上34人目
- 1000安打：1973年4月22日、対読売ジャイアンツ2回戦（川崎球場）、8回裏に小川邦和からソロ ※史上82人目
- 200本塁打：1974年10月14日、対ヤクルトスワローズ25回戦（川崎球場）、5回裏に会田照夫からソロ ※史上20人目
- 1500試合出場：1975年8月21日、対ヤクルトスワローズ18回戦（宮城球場）、3番・一塁手で先発出場 ※史上49人目
- 1500安打：1976年7月11日、対広島東洋カープ12回戦（広島市民球場）、8回表に佐伯和司から左前安打 ※史上31人目
- 250本塁打：1976年8月17日、対中日ドラゴンズ19回戦（ナゴヤ球場）、4回表に堂上照から左越ソロ ※史上12人目
- 1000打点：1978年6月8日、対広島東洋カープ9回戦（横浜スタジアム）、1回裏に高橋里志から左翼へ先制適時二塁打 ※史上12人目
- 300本塁打：1978年7月6日、対ヤクルトスワローズ13回戦（横浜スタジアム）、2回裏に鈴木康二朗からソロ ※史上11人目
- 2000試合出場：1979年8月12日、対読売ジャイアンツ17回戦（後楽園球場）、5回裏に基満男に代わり一塁手で出場 ※史上14人目
- 2000安打：1980年4月23日、対阪神タイガース4回戦（横浜スタジアム）、1回裏に長谷川勉から左越3ラン ※史上12人目

その他の記録
- 4打席連続本塁打：1976年6月1日 - 6月2日 ※史上6人目、歴代2位タイ[18]
- 4打数連続本塁打：同上 ※史上7人目、歴代2位タイ[18]
- 通算330本塁打 ※横浜DeNAベイスターズ球団記録
- 通算1172打点 ※横浜DeNAベイスターズ球団記録
- 2000安打達成時点での優勝経験なし ※土井正博に次いで史上2人目
- オールスターゲーム出場：11回（1966年 - 1972年、1974年 -1976年、1978年）

### 背番号
- 38（1962年 - 1964年）
- 25（1965年 - 1981年）
- 72（1982年 - 1984年）
- 76（1985年 - 1988年）
- 75（1989年 - 1991年）
- 71（2001年 - 2003年）
- 99（2004年）

## 関連情報

### 出演番組
- 文化放送ライオンズナイター
- 文化放送ホームランナイター
- tvkプロ野球中継 横浜DeNAベイスターズ熱烈LIVE